# Гуслянников, Василий Дмитриевич
Васи́лий Дми́триевич Гусля́нников (род. 21 апреля 1949, с. Пески, Песковский район, Воронежская область, РСФСР, СССР) — российский государственный и общественный деятель, лидер демократического движения Мордовии 1980—1990-х годов, правозащитник. Первый и последний президент Мордовской ССР (1991—1993).

## Биография
Родился 21 апреля 1949 в селе Пески Песковского района (ныне — Поворинского района Воронежской области) в семье служащих. С 1961 г. проживает в Мордовии. В 1971 окончил физический факультет Мордовского государственного университета имени Н. П. Огарёва.
До 1974 — механик, старший инженер кафедры ядерного магнетизма Мордовского государственного университета имени Н. П. Огарева. В 1974—1975 — инженер Саранского завода полупроводниковых изделий. В 1975—1991 — ведущий инженер НИИ завода «Электровыпрямитель», старший научный сотрудник НПО силовой электроники. Гуслянников имеет около 10 научных публикаций.

### Политическая деятельность
В 1990 был избран народным депутатом Верховного Совета Мордовской АССР. Сопредседатель депутатской комиссии по расследованию злоупотреблений высших должностных лиц Мордовии. Руководил избирательным блоком «Демократическая Россия», который имел большинство в Саранском городском Совете. Сопредседатель движения «Демократическая Россия».
В 1990 году в республике развернулось демократическое движение, которое представляло собой прежде всего объединение городских средних слоёв. Движение было направлено против партийной номенклатуры.
В октябре подал в отставку первый секретарь областного комитета КПСС и председатель Президиума Верховного Совета МАССР Анатолий Березин (исключённый из КПСС), который руководил республикой 19 лет (с 1971 года) и был последним представителем партийной номенклатуры на этом посту. Его уход означал смену политического курса и скорую дезорганизацию прежней системы власти. Первым секретарём Мордовского обкома КПСС становится Виктор Скопцов, вторым секретарём — Николай Меркушкин; председателем Верховного Совета Мордовской ССР — Николай Бирюков.
25 октября 1991 года постановлением Верховного Совета МССР был введён пост Президента МССР, который вбирал в себя функции главы республики. В ходе всеобщих республиканских выборов Президента МССР (I тур — 14 декабря, II тур — 22 декабря) Василий Дмитриевич Гуслянников одержал победу над Председателем Верховного Совета Мордовии Николаем Бирюковым, бывшим третьим секретарём Мордовского областного комитета КПСС.
7 апреля 1993 года Гуслянников был обвинён депутатами Верховного Совета МССР во главе с Бирюковым в злоупотреблениях и коррупции, освобождён от занимаемой должности Президента МССР. Институт президентства был ликвидирован, в качестве управляющего органа МССР был создан Совет Министров во главе с Валерием Швецовым. В сентябре 1993 года решением Пензенской прокуратуры Василий Гуслянников был полностью реабилитирован, все обвинения сняты. Два года спустя после упразднения поста Президента был учрежден пост Главы Мордовской ССР, ныне глава Республики Мордовия.

### После президентства
В 1996 Гуслянников создал общественную организацию «Мордовский республиканский правозащитный центр». В настоящее время — председатель центра,  а также заместитель председателя Комиссии Общественной палаты Республики Мордовия по общественному контролю, общественной экспертизе, взаимодействию с общественными советами и ОНК.
С 1996 года Гуслянников работает директором ГБУ РМ "Территориальный фонд социальной поддержки населения". У него две дочери, внук, две внучки, один правнук.

## Публикации
- Гуслянников Василий Дмитриевич. // Кто есть кто в России и в ближнем зарубежье. М., 1993, стр. 198.
- За расправу над Гуслянниковым преступнику обещали пивной ларёк! — статья в еженедельнике «Столица С» Архивировано 11 апреля 2014.